# Ángel Borrego
Ángel Borrego Cubero (Llerena, 1967) es un arquitecto, director de cine y urbanista español experto en viviendas, proyectos de investigación artística y rehabilitación de barrios.

## Trayectoria
Borrego-Cubero estudió arquitectura en la Escuela Técnica Superior de Arquitectura de Madrid (ETSAM). Continuó su formación con un master de arquitectura en la Universidad de Princeton, becado por el programa Fulbright y con un doctorado. Desde 1992 trabaja como arquitecto y es profesor de arquitectura. En 1999 fundó en Madrid Office for Strategic Space (OSS), un estudio de arquitectura que integra los proyectos de activismo y arte urbano.
Las obras de Borrego-Cubero desarrolladas en el campo de la investigación artística interdisciplinar se han expuesto en espacios de arte contemporáneo como Matadero Madrid, LABoral Centro de Arte y Creación Industrial, ARTIUM,  el Museo Nacional Centro de Arte Reina Sofía, o la Arco (feria de arte). Son videoinstalaciones, instalaciones en espacios públicos, o proyectos ejecutados en medios contemporáneos de redes sociales en formatos diversos. Entre estos proyectos de investigación destacar Urban Space Station, Pump Up Housing, y Puentes Mutantes. Proyectos, como el de Urban Space Station, que modifican edificios existentes para mejorar la vida en sus espacios interiores, o Pump Up Housing, para la rehabilitación de edificios de viviendas, o Puentes Mutantes en los que investiga y propone otros usos sobre algunas infraestructuras construidas en nuestro entorno. Utilizando sus palabras en la entrevista que le realizaron en El País "nuestro trabajo es imaginar lo que no existe".
Borrego-Cubero proyectó en 2010 el Plan director para el primer Solar Decathlon celebrado en Madrid. Ha desarrollado proyectos en colaboración con arquitectos y artistas de diferentes disciplinas a nivel internacional. Así el proyecto Satoyama Hills, desarrollado en colaboración con Jorge Almazán y Haruki Sato de la Universidad de Keio, con soluciones para las viviendas afectadas por el Terremoto y tsunami de Japón de 2011.
Entre los proyectos arquitectónicos realizados por Borrego-Cubero destacar la casa Abad realizada en 2003 y la casa Murakami, y dos de los proyectos de rehabilitación de edificios, el realizado en la Factoría cultural en Matadero Madrid y el de la Escuela de cine Pedro Almodóvar.
Borrego-Cubero ha recibido numerosos premios y reconocimientos por sus trabajos, como el recibido en 2015 por el Colegio Oficial de Arquitectos de Madrid, o el recibido en 2016 en la Bienal Española de Arquitectura y Urbanismo. Es autor de numerosas publicaciones, artículos y monográficos. Además, como cineasta es director de documentales como La película de la burbuja, o The competition, entre otros.

## Reconocimientos
- 2014 Nominado al Premio de Arquitectura Contemporánea de la Unión Europea – Premio Mies van der Rohe
- 2014 ganador del León de Oro (Bienal de Arte de Venecia) en la XV edición.[8]
- 2015 Premio COAM
- 2016 Premio NAN de arquitectura y construcción al mejor proyecto de rehabilitación.
- 2016 Premio en XIII Bienal Española de Arquitectura y Urbanismo.[1]